# Melanie Tatur
Melanie Tatur (* 28. August 1944 in Dillenburg) ist eine deutsche Politikwissenschaftlerin mit Fachgebiet Transformationsforschung in den postsozialistischen Ländern Osteuropas. Sie ist Professorin für Politikwissenschaft und politische Soziologie am Fachbereich Gesellschaftswissenschaften an der Goethe-Universität in Frankfurt am Main.

## Leben
Tatur wuchs nach dem Krieg in Krefeld auf und besuchte von 1951 bis 1965 Schulen in Krefeld. Nebenher erwarb sie russische Sprachkenntnisse. Ab 1965 studierte sie an der Universität Göttingen Slavistik und Geschichte. Von 1966 bis 1970 folgte ein Studium der Politikwissenschaft, Soziologie und der Neueren Geschichte an der Freien Universität Berlin und der Johann-Wolfgang-Goethe Universität Frankfurt. Ab 1971 war Tatur als wissenschaftliche Mitarbeiterin am Osteuropa-Institut der FU Berlin tätig. Sie behandelte den Sonderforschungsbereich „Industrialisierung und Gesellschaft der Sowjetunion“. 1976 promovierte sie an der philosophischen Fakultät der FU Berlin mit ihrer Arbeit über „wissenschaftliche Arbeitsorganisation – Arbeitswissenschaften und Arbeitsorganisation in der Sowjetunion 1921-1935“, welche mit „magna cum laude“ honoriert wurde. 1978 erhielt sie ein Stipendium des Deutschen Akademischen Austauschdienstes (DAAD) am Institut für Philosophie und Soziologie der Polnischen Akademie der Wissenschaften in Warschau, welches bis 1979 andauerte. Von 1979 bis 1981 nahm Tatur ein Stipendium der Deutschen Forschungsgemeinschaft (DFG) am Internationalen Institut für Vergleichende Gesellschaftswissenschaften des Wissenschaftszentrums in Berlin wahr. 1983 übernahm sie einen Werkvertrag der Forschungsstelle Osteuropa der Universität Bremen, wobei sie sich mit der Auswertung von Zeitschriften der Solidarność 1980/81 beschäftigte. Im Anschluss folgte ein Werkvertrag am selben Institut zum Erstellen der Studie „Solidarność als Modernisierungsbewegung“. Von 1988 bis 1992 war Tatur dort auch als wissenschaftliche Mitarbeiterin tätig und lehrte in Bremen und Oldenburg.
1991 habilitierte sie an der Universität Bremen mit der auf ihre bisherige Forschungen aufbauenden Arbeit „Solidarność als Modernisierungsbewegung – Sozialstruktur und Konflikt in Polen“, die mit „magna cum laude“ ausgezeichnet wurde.
Von 1991 bis 1994 arbeitete sie als wissenschaftliche Mitarbeiterin am Institut für politische Studien an der polnischen Akademie der Wissenschaften in Warschau. 1994 übernahm Tatur eine Professur für Politik an der Johann-Wolfgang-Goethe-Universität Frankfurt.
In den 1990er Jahren kam es mehrfach zu einer Zusammenarbeit mit der Volkswagenstiftung. Seit 1999 führt Tatur in diesem Zusammenhang das Forschungsprojekt „Akteure und Institutionen lokaler/regionaler Entwicklungspolitik im post-sozialistischen Europa“.
Durch ihre enge Zusammenarbeit mit osteuropäischen Institutionen verfügt Tatur über ein großes Netz an Kooperationspartnern in Osteuropa.
Heute lebt Tatur in Frankfurt am Main. Sie ist verheiratet und hat zwei erwachsene Kinder.

## Wissenschaftliche Arbeit
Mit der Veröffentlichung ihrer Promotionsarbeit (Wissenschaftliche Arbeitsorganisation – Arbeitswissenschaften und Arbeitsorganisation in der Sowjetunion 1921–1935, 1976) setzte Tatur den ersten Grundstein in ihrer langjährigen Osteuropaforschung. In dieser Arbeit wurde, unter Rücksichtnahme des damaligen Grades der Industrialisierung, die Rolle der (wissenschaftlichen) Arbeitsorganisation der Sowjetunion und deren Kontrast zur Arbeitsorganisation in westlichen, kapitalistischen Ländern untersucht. Einen besonderen Schwerpunkt legt sie hierbei auf die Rolle der NOT (Nautschnaja Organisazija Truda – Wissenschaftliche Organisation der Arbeit).
Nach ihrer Promotion setzte sie ihre Forschungen in diesem Bereich fort und erhielt ein Forschungsstipendium der DFG zu „Politiken zur Modernisierung der Arbeitsorganisation in Osteuropa 1970-1980“. Im Rahmen dieser Forschungsarbeit veröffentlichte sie 1983: „Taylorismus in der Sowjetunion“ in der Tatur die Auswirkungen und Ausprägungen des Taylorismus untersuchte. Ebenfalls mit Hilfe dieses Stipendiums veröffentlichte sie „Arbeitssituation und Arbeiterschaft in Polen 1970-1980“, in der sie ihre Untersuchung auf Polen konzentrierte und Fragen der „Umsetzungsbedienungen sozialwissenschaftlicher Entwürfe und staatlicher Politik im Betrieb“ erörterte. Am Rande der Untersuchung veranschaulichte sie auch die damit zusammenhängende Makroökonomische Entwicklung (insbesondere die staatliche Investmentpolitik) dieses Zeitraums.
Nach Ende dieses Forschungsstipendiums begann sie ihre Arbeiten über die polnische Arbeiterbewegung Solidarność an der Universität Bremen. Sie schloss diese Arbeit mit ihrer Studie „Solidarność als Modernisierungsbewegung - Sozialstruktur und Konflikt in Polen“ ab, in der sie, neben der Untersuchung der Rolle der Solidarnosc, die Thesen aus „Arbeitssituation und Arbeiterschaft in Polen 1970-1980“ aufgriff und erweiterte. Zugleich vergrößerte sie den Betrachtungsrahmen von der Ebene der innerbetrieblichen Sozialstrukturen zur gesamten Sozialstruktur Polens.
Seit Anfang der 1990er Jahre liegt der Schwerpunkt von Taturs Forschung in der Analyse der Transformationsprozesse in den postsozialistischen Ländern Mittel- und Osteuropas. Insbesondere untersucht sie die politische, ökonomische und soziale Neuordnung dieser Länder in Hinblick auf deren sozialistische Vergangenheit, den Wandel der Strukturen und der Akteurskonstellationen und die Ausprägungen des postsozialistischen Kapitalismus. Besonders im Blickpunkt von Taturs Forschung stehen Akteure und Institutionen der mittleren Ebene (Gewerkschaften, Arbeiterbewegungen, lokale staatliche und nichtstaatliche Akteure) und deren makropolitische Positionierung. Hier wäre das von Tatur betreute Forschungsprojekt der Volkswagenstiftung „Akteure und Institutionen lokaler/regionaler Entwicklungspolitik im post-sozialistischen Europa. Fallstudien in Polen, Ungarn, Rumänien und der Ukraine“ zu nennen, in welchem gerade diese Akteure und deren Rolle in den Transformationsprozessen analysiert und verglichen werden.
Die Entwicklungsprozesse in der Arbeiterbewegung und den Gewerkschaften Osteuropas sowie die Veränderungen in der Arbeitsorganisation und Ökonomie und deren Wirkung auf die Transformation sind ein weiterer Schwerpunkt der Arbeit von Tatur. In den zusammen mit Rainer Deppe veröffentlichten Arbeiten „Rekonstitution und Marginalisierung. Transformationsprozesse und Gewerkschaften in Polen und Ungarn“ (2002) und „Ökonomische Transformation und Gewerkschaftliche Politik. Umbruchprozesse in Polen und Ungarn auf Branchenebene“ (1996) findet eine Untersuchung der Arbeiterbewegung, der Gewerkschaften und der Ökonomie, sowie deren Rolle in der Transformation statt. Diese Untersuchungen sind auch in einem kausalen Zusammenhang mit ihrer vorherigen Beschäftigung mit der Solidarność und den Modernisierungsbewegungen im sozialistischen Osteuropa, sowie ihrer Beschäftigung mit der Arbeitsorganisation zu sehen (siehe auch ihre Habilitationsarbeit Solidarnosc als Modernisierungsbewegung. Sozialstruktur und Konflikt in Polen, sowie oben bereits genannte Promotionsarbeit und Publikationen der 1970er und 1980er). Immer wieder findet man in ihrem Werk in Hinsicht auf Polen den Bezug auf die Solidarność und deren Auswirkungen auf die Transformation und die gegenwärtige gesellschaftlichen Gegebenheiten (u. a. in den Aufsätzen „Das Erbe der Solidarność als Ressource und Problem der Transformation in Polen“ 2003, und „Solidarność: Mythos als Realität“ 1999).
Ein weiterer Schwerpunkt ihrer Arbeit stellt die Analyse der Regionalisierungsprozesse in den postsozialistischen Ländern Osteuropas infolge der Transformation dar. Hierbei stehen regionale sowie lokale staatliche und nichtstaatliche Akteure und regionale Entwicklungspolitik, sowie die Dezentralisierung im Blickpunkt (u. a. „The Challenge of Regional Policy. Actors and Institutions in Local and Regional Development” 1999, und “Making Regions in Post-Socialist Europe: The Impact of Culture, Economic Structure, and Institutions. Case Studies from Poland, Hungary, Romania and Ukraine” 2004).
Generell ist die Untersuchung der Bildung und Entstehung von Korporativen und Institutionen auf regionaler Ebene und deren Konstituierung in den bereits erwähnten postsozialistischen Staaten eines der Hauptanliegen von Tatur (siehe „Corporatism as a Paradigm of Transformation“ 1994, und „Neo-Korporatismus in Osteuropa“ 1994). Tatur sieht die sog. „Eingebettetheit“ der Demokratie (embedded democracy), also die Ausstattung eines Staates mit funktionierenden Institutionen, als ein wichtiges Kriterium für den erfolgreichen Verlauf von Transformationen (siehe hierzu „Die ‘Eingebettetheit’ des Systemwechsels in Osteuropa“ 1999). Seit der EU-Osterweiterung 2004 steht für Tatur vor allem die Europa- und Integrationspolitik der neuen Osteuropäischen Mitgliedsländern im Vordergrund ihrer Arbeit.

## Wichtige Veröffentlichungen

### Bücher
- Melanie Tatur: Making Regions in Post-Socialist Europe: The Impact of Culture, Economic Structure, and Institutions. Case Studies from Poland, Hungary, Romania and Ukraine, 2 Bde., Wiesbaden: VS Verlag für Sozialwissenschaften, 2004
- Melanie Tatur mit Rainer Deppe: Rekonstitution und Marginalisierung. Transformationsprozesse und Gewerkschaften in Polen und Ungarn, Frankfurt: Campus, 2002
- Melanie Tatur: The Challenge of Regional Policy. Actors and Institutions in Local and Regional Development, Eschborn: gtz, 1999
- Melanie Tatur: Die großen Streiks. Neue Arbeiterbewegung, Systemwechsel und Gewerkschaften in Russland, Berichte - Analysen - Dokumente, Bremen: Edition Temmen, 1998
- Melanie Tatur mit Rainer Deppe (Hrsg.): Ökonomische Transformation und Gewerkschaftliche Politik. Umbruchprozesse in Polen und Ungarn auf Branchenebene, Münster: Dampfboot, 1996
- Melanie Tatur: Trade Unions in the Transition, International Journal of Political Economy, Summer 1994, Vol. 24 No.2
- Solidarnosc als Modernisierungsbewegung. Sozialstruktur und Konflikt in Polen, Frankfurt/New York: Campus, 1989
- Arbeitssituation und Arbeiterschaft in Polen 1970-1980, Arbeitsberichte des Wissenschaftszentrums Berlin, Frankfurt/New York: Campus, 1983
- Taylorismus in der Sowjetunion, Die Rationalisierungspolitik der UdSSR in den siebziger Jahren, Frankfurt/New York: Campus, 1983
- „Wissenschaftliche Arbeitsorganisation“. Arbeitswissenschaften und Arbeitsorganisation in der Sowjetunion 1921-1935, Berlin: Harrowitz, 1979

### Aufsätze
- Von Dornröschen und Dämonen der Vergangenheit - Repräsentationen nationaler Identitäten in Polen, in: Hamersky, Heidrun / Pleines, Heiko / Schröder, Hans-Hennig (Hg.): Eine andere Welt? Kultur und Politik in Osteuropa 1945 bis heute, Stuttgart, 2007, 195-210
- Introduction: Conceptualising the Analysis of “Making Regions” in Post-socialist Europe, in: M. Tatur (Hrsg.): Making Regions in Post-Socialist Europe: The Impact of Culture, Economic Structure, and Institutions. Case Studies from Poland, Hungary, Romania and Ukraine, Bd. 1, Wiesbaden: VS Verlag für Sozialwissenschaften, 2004, 15-48
- „Geschichte“ und Identitätsdiskurse – Werkzeuge regionaler Eliten in Konstitutionsprozessen, in: Berliner Debatte Initial 2003/6
- Das Erbe der Solidarnosc als Ressource und Problem der Transformation in Polen, in: H.H. Höhmann / H. Pleines (Hrsg.): Wirtschaftspolitik in Osteuropa zwischen ökonomischer Kultur, Institutionenbildung und Akteursverhalten. Russland, Polen und Tschechische Republik im Vergleich, Bremen: Temmen, 147-179
- Prof. Dr. Melanie Tatur mit Andrzej Bukowski: Regionale Akteure und Arrangements der Strukturpolitik. Vergleichende Überlegungen zu Debrecen/Hajdú-Bihar und Kraków/Malopolska, in: H.-H. Höhmann (Hrsg.): Wirtschaft und Kultur im Transformationsprozeß, Bremen: Temmen, 2002, 278-297
- Die „Eingebettetheit“ des Systemwechsels in Osteuropa. In: Höhmann, Hans-Herman (ed.): Eine unterschätzte Dimension? Zur Rolle der wirtschaftskulturellen Faktoren in der osteuropäischen Transformation. Bremen: Edition Temmen, 1999, 193-220
- Challenges, Paradigms and Problems of Regional Policy in Post-socialist Europe, in: M. Tatur (Hrsg.): The Challenge of Regional Policy. Actors and Institutions in Local and Regional Development, Eschborn: gtz, 1999, 7-20

- Recht, Symbolik, Macht - zu den Techniken von Institutionenbildung in Ungarn, Polen und Rußland,   wird veröffentlicht in: W. Glatzer (Hrsg.): Ansichten der Gesellschaft, Opladen: Leske und Budrich, 1999
- Solidarnosc: Mythos als Realität, in: D. Beyrau (Hrsg.): Blick zurück ohne Zorn. Polen und Deutsche in Geschichte und Gegenwart, Tübingen: Attempto 1999
- Prof. Dr. Melanie Tatur mit Rainer Deppe: Transformationssequenzen und Gewerkschaftskonstellationen in Polen und Ungarn, in: E. Dittrich, F. Fürstenberg, G. Schmidt (Hrsg.): Kontinuität im Wandel. Betriebe und Gesellschaften Zentraleuropas in der Transformation, München 1997, 131-154
- Solidarność i „Solidarność“, in: E. Kobylińska, A. Lawaty, R. Stephan (Hrsg.): Polacy i Niemcy 100 kluczowych pojęć, Warszawa 1996, 306-310
- Realität und Mythos. Was bleibt von der Solidarität?, in: Eichholz Brief. Zeitschrift für politische Bildung 2/1996, 73-80
- Towards Corporatism? - The Transformation of Interest Policy and Interest Regulation in Eastern Europe, in: E.J. Dittrich, G. Schmidt, R. Whitley (ed.): Industrial Transformation in Europe. Process and Contexts, London: Sage, 1995, 163-184
- Prof. Dr. Melanie Tatur mit Rainer Deppe: Transformationssequenzen und Gewerkschaftskonstellationen in Polen und Ungarn, in: Institut für Sozialforschung, Mitteilungen, 1995/6, 5-34
- Solidarność: Funktionswandel einer sozialen Bewegung, in: 1999. Zeitschrift für Sozialgeschichte des 20. und 21. Jahrhunderts, 1993, Heft 2, S. 78–88
- Wissenschaftliche Arbeitsorganisation. Zur Rezeption des Taylorismus in der Sowjetunion, in: Jahrbücher für Geschichte Osteuropas, 1977/25